# Diadora
Diadora er en italiensk virksomhed der blev stiftet i 1948 af Marcello Danieli. De beskæftiger sig primært med at producere beklædning og tilbehør, til sports- og fritidsaktiviteter. 
Firmaets første produkt var et par klatrestøvler. Siden er der kommet produkter til mange andre sportsgrene. Diadora har været sponsor for en række kendte sportsstjerner.